# Délégation archéologique française en Afghanistan
La Délégation archéologique française en Afghanistan (DAFA) a été créée en France en 1922, à la demande du gouvernement afghan, pour assurer les recherches archéologiques en Afghanistan. Après une interruption des recherches durant la Seconde Guerre mondiale les travaux ont repris en 1946-47 jusqu'à sa fermeture par le gouvernement prosoviétique afghan le 15 décembre 1982.
En 2002, en accord avec les autorités afghanes, le Ministère des Affaires étrangères a décidé la réouverture et le redémarrage des activités de la DAFA en Afghanistan. La mission de la DAFA est tout d'abord de développer la connaissance du passé de l'Afghanistan dans le cadre d'opérations archéologiques franco-afghanes. Ces opérations consistent en la poursuite de l'inventaire des vestiges archéologiques (prospections, relevés, etc.) ainsi que la conduite de fouilles archéologiques dans le cadre de programmes scientifiques bien définis ou d'impératifs de sauvetages essentiellement liés aux pillages intensifs des sites.
La DAFA appartient au réseau des 27 Instituts de recherche français à l'étranger du ministère des Affaires étrangères.

## Travaux archéologiques depuis 1922
- 1923-1925 : travaux à Bactres
- 1924 : fouilles de Païtava
- 1925 : fouilles de Begram (mission Jules Barthoux)
- 1926 : prospections en Bactriane et premiers travaux à Hadda
- 1927-1928 : fouilles de Hadda (Barthoux)
- 1929 : travaux à Bâmiyân
- 1933 : fouilles de Tepe Marandjan
- 1934 : fouilles de Khair Khaneh
- 1936 : travaux au Sistan
- 1936-1937 : fouilles de Begrâm (Monastère de Fondukistan)
- 1937 : fouilles de Fondukistan
- 1937 : fouilles de Shotarak
- 1947 : travaux à Bactres (Daniel Schlumberger)
- 1948 : découverte du site du Minaret de Zâdiyân
- 1949-1951 : fouilles de Lashkari Bazar (Schlumberger)
- 1951-1959 : soutien aux fouilles de Jean-Marie Casal[1] sur le site protohistorique de Mundigak
- 1952-1961 : fouilles de Surkh Kotal (Schlumberger)
- 1957 : découverte du site du minaret de Djam
- 1957 : travaux dans la vallée de Foladi
- -1963 : fouilles de Kohna Masdjid
- 1963-1965 : fouilles du monastère de Gul Dara
- 1963 : fouilles de Shakh Tepe
- 1964 : prospections à Aï-Khanoum
- 1965-1978 : fouilles du site d'Aï-Khanoum (Paul Bernard)
- 1974-1976 : prospections de la plaine d'Aï Khanoum
- 1976-1978 ; prospections du Haut-Tokharestan
- 1976-1978 : fouilles de Shortughai
- 2004-2007 : fouilles de Bactres
- 2005 : fouilles d'Al-Ghata
- 2005-2007 : travaux franco-allemands à Hérat
- 2005-2007 : travaux sur la mosquée d'Haji Piyada; Bactres.
- 2010-2014 : Mes Aynak
- 2014-2017 : Balkh (Bactres, Cheshme shafa), Herat, Mes Aynak, Bamiyan (Sharh-i Gholghola)

## Direction
- 1922 - 1945 : Alfred Foucher
- 1934 - 1941 : Joseph Hackin
- 1941 - 1942 : Roman Girshman
- 1946 - 1964 : Daniel Schlumberger
- 1965 - 1980 : Paul Bernard
- 1980 - 1982 : Jean-Claude Gardin
- 2002 - 2006 : Roland Besenval
- 2006 - 2014 : Philippe Marquis
- 2014 - 2018 : Julio Bendezu-Sarmiento
- 2018 - 2024 : Philippe Marquis
- 2025 - ...      : Laurianne Martinez-Sève